# Oberea punctiventris
Oberea punctiventris là một loài bọ cánh cứng trong họ Cerambycidae.